# Fjerritslev Kommune
Fjerritslev Kommune i Nordjyllands Amt blev dannet ved kommunalreformen i 1970. Ved strukturreformen i 2007 indgik den i Jammerbugt Kommune sammen med Brovst Kommune, Pandrup Kommune og Aabybro Kommune.

## Tidligere kommuner
Fjerritslev Kommune blev dannet ved sammenlægning af 7 sognekommuner:
| Kommune            | Folketal 1. januar 1970 | Byer                 |
| ------------------ | ----------------------- | -------------------- |
| Fjerritslev        | 2.693                   | Fjerritslev          |
| Haverslev-Bejstrup | 1.250                   | Bonderup             |
| Hjortdal           | 507                     |                      |
| Kettrup-Gøttrup    | 1.493                   | Gøttrup              |
| Skræm              | 415                     |                      |
| Vester Torup-Klim  | 1.534                   | Vester Torup og Klim |
| Vust               | 193                     |                      |
| I alt              | 8.085                   |                      |

## Sogne
Fjerritslev Kommune bestod af følgende sogne:
- Bejstrup Sogn (Øster Han Herred)
- Gøttrup Sogn (Vester Han Herred)
- Haverslev Sogn (Øster Han Herred)
- Hjortdal Sogn (Vester Han Herred)
- Kettrup Sogn (Vester Han Herred)
- Kollerup Sogn med Fjerritslev Kirkedistrikt (Vester Han Herred)
- Klim Sogn (Vester Han Herred)
- Skræm Sogn (Øster Han Herred)
- Vester Torup Sogn (Vester Han Herred)
- Vust Sogn (Vester Han Herred)

## Borgmestre[2]
| Navn             | Parti      | Periode   |
| ---------------- | ---------- | --------- |
| Einar Damsgaard  | Lokalliste | 1970-1974 |
| Arne Simonsen    | Lokalliste | 1974-1986 |
| Olav Larsen      | Lokalliste | 1986-1994 |
| Johan Svaneborg  | Lokalliste | 1994-1998 |
| Otto Kjær Larsen | Venstre    | 1998-2006 |